# Lalie
Pour les articles homonymes, voir Lali, Lalli, Laly et Lally.
Cette page présente le prénom Lalie ainsi que ses variantes.
Lalie est un prénom féminin francophone. 

## Étymologie
Sens et origine : parole (latin), langage (grec). Il se fête le 12 février ou le 10 décembre en même temps que la sainte Eulalie.

## Variantes
- Lali, Lallie, Lally, Lalee Lalie, Laly.

Peut être conçu comme un diminutif du prénom Eulalie. 